# Ручей (Болгария)
Ручей (болг. Ручей) — село в Болгарии. Находится в Кырджалийской области, входит в общину Крумовград. Население составляет 45 человек.

## Политическая ситуация
В местном кметстве Храстово, в состав которого входит Ручей, должность кмета (старосты) исполняет Исмаил Ариф Хасан (Движение за права и свободы (ДПС)) по результатам выборов правления кметства.
Кмет (мэр) общины Крумовград — Себихан Керим Мехмед (Движение за права и свободы (ДПС)) по результатам выборов в правление общины.